# 稲城インターチェンジ
稲城インターチェンジ（いなぎインターチェンジ）は、東京都府中市にある中央自動車道のインターチェンジである。高井戸方面（東京都心方面）への入口と高井戸方面からの出口のみのハーフインターチェンジとなっている。

## 概要
中央自動車道高井戸方面と稲城大橋有料道路（2010年〈平成22年〉4月1日無料開放）を直結するために、調布ICと国立府中ICの間、10キロポスト地点に建設され、1995年（平成7年）4月14日に稲城大橋有料道路とともに開通した。
当ICは稲城市ではなく府中市内にある。開通当時は高井戸方面からの下り線より稲城大橋に直結する出口と、稲城大橋から高井戸方面への上り線に直結する入口のみであり、稲城大橋を渡った先の稲城市方面へのみアクセスする構造であった。1998年（平成10年）3月30日に下り線から府中市内の一般道への出口が設けられたが、対となる府中市内からの入口は設置されておらず、中央道への流入は現在も稲城市からのアクセスに特化している。
開通当初は稲城大橋への接続部分に出入口とも料金所が設けられ、稲城大橋有料道路の通行料金を徴収していたが、稲城大橋の無料開放に伴い上り線入口のみの料金所に縮小された。また当初はETCレーンが無く、料金所係員に手渡しでのみETCカードが利用可能であったが、2010年（平成22年）7月29日よりETCレーンの暫定運用を開始し、同年9月28日より本格運用を開始した。
当ICは高井戸方面のみのハーフインターチェンジだが、近接して八王子方面の出入口となる府中スマートインターチェンジ（府中SIC）が府中バスストップの施設を活用した形で整備が進められ、2015年（平成27年）3月7日に開通した。これにより、稲城大橋から一般道を経由して八王子方面への通行も可能になった。
2022年（令和4年）4月1日0時より、入口料金所がETC専用化された。出口については料金所がないため非ETC車も引き続き利用できる。

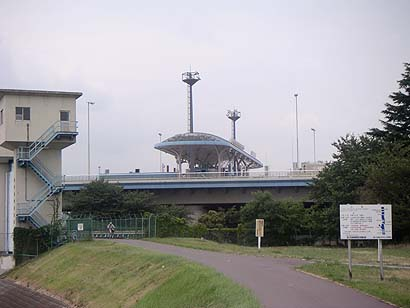
稲城大橋有料道路の料金所を兼ねていた時期の料金所施設
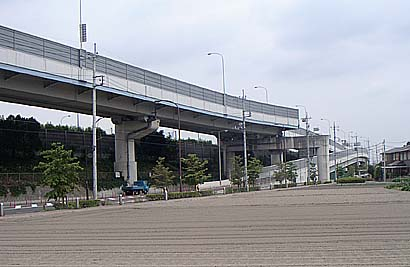
下り線出口（一般道との合流部付近）
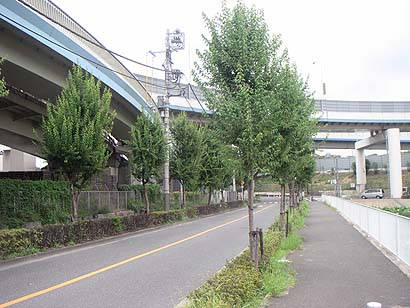
左は稲城大橋の一般道出入り口、右の土手が中央自動車道本線、右上の2本の曲線が中央自動車道と稲城大橋を繋ぐ連絡路
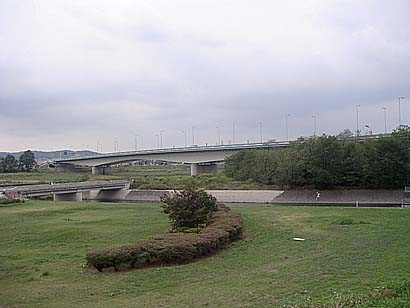
稲城大橋

## 道路
- E20 中央自動車道（3-1番）

## 接続する道路
- 直接接続
  - 東京都道9号川崎府中線稲城大橋（旧・稲城大橋有料道路）
  - 東京都道9号川崎府中線（下り線から都道9号府中方面への出口のみ）
- 間接接続
  - 東京都道229号府中調布線（旧甲州街道）
  - 国道20号（甲州街道）

## 料金所

### 中央道均一区間入口
- ブース数：3
  - ETC専用：2
  - ETC・サポート（自動収受機）：1

## 隣
E20 中央自動車道
(3) 調布IC - (3-1) 稲城IC - (3-2)府中BS/SIC - (4) 国立府中IC